# Parchanie
Parchanie – wieś w Polsce położona w województwie kujawsko-pomorskim, w powiecie inowrocławskim, w gminie Dąbrowa Biskupia.

## Podział administracyjny
W latach 1975–1998 miejscowość administracyjnie należała do województwa bydgoskiego.

## Demografia
Według Narodowego Spisu Powszechnego (III 2011 r.) wieś liczyła 313 mieszkańców. Jest czwartą co do wielkości miejscowością gminy Dąbrowa Biskupia.

## Zabytki
Według rejestru zabytków NID na listę zabytków wpisany jest zespół dworski z XIX/XX w., 1970, nr rej.: A/1004/1-2 z 4.09.1995: dwór i park.

## Osoby związane z Parchaniem

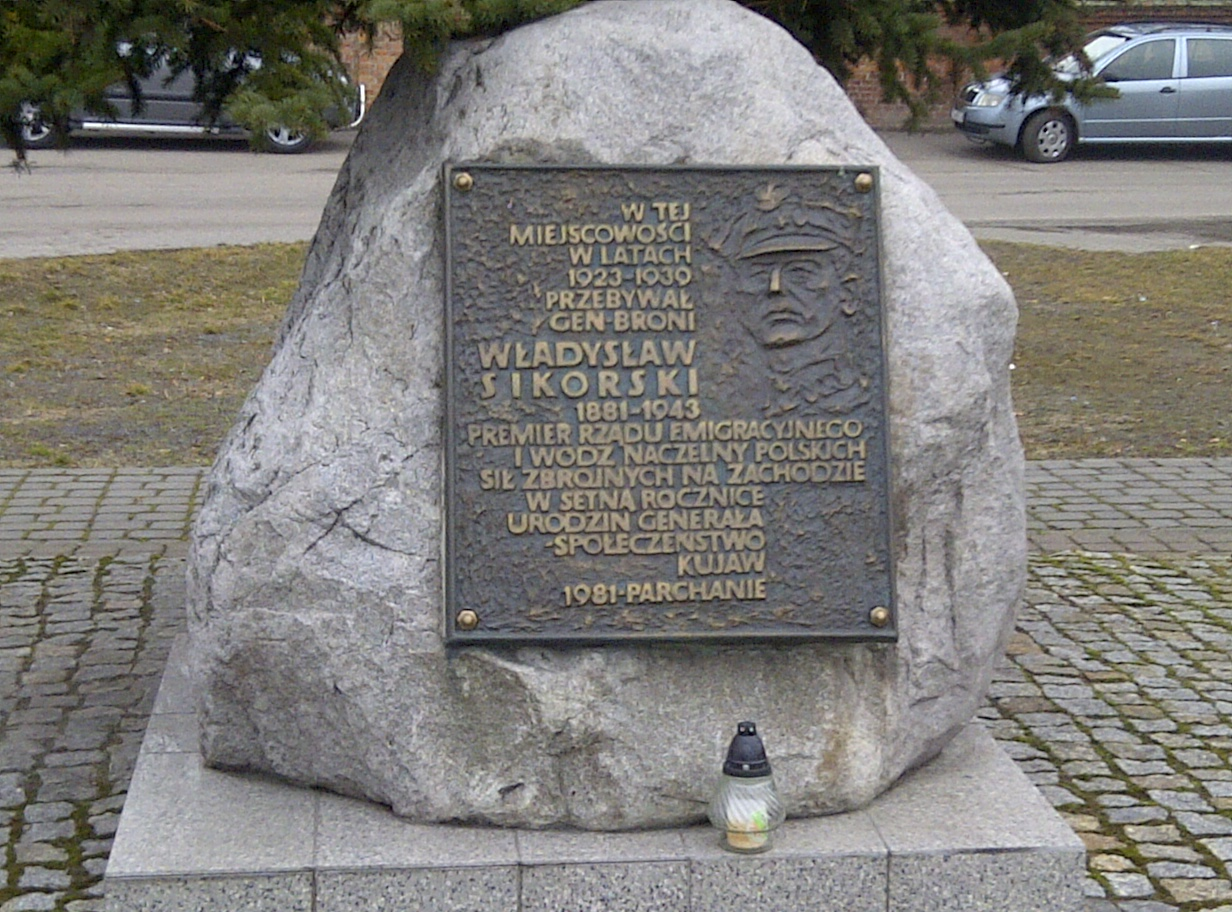
Tablica upamiętniająca pobyt Władysława Sikorskiego w Parchaniu

Wiosną roku 1923 w Parchaniu zamieszkał generał Władysław Sikorski. Odtąd, do wybuchu II wojny światowej, spędzał miesiące wiosenno-letnie w tutejszym dworku (majątek o powierzchni około 50 ha wraz z dworkiem nabył na podstawie ustawy o osadnictwie wojskowym jako tzw. resztówkę).